# حوت 52-هرتز

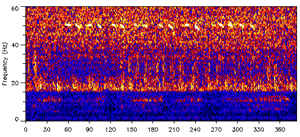
صورة طيفية لإشارة الـ 52-هرتز

حوت الـ 52-هرتز هو فرد من نوع مجهول من الحيتان والذي يصدر تردد غير عادي عند 52-هرتز، هذه الدرجة هي تردد أعلى بكثير من أنواع الحيتان الأخرى مع أنماط الهجرة التي تشبه هذه الحيتان كثيرًا، الحوت الأزرق (10–39 هرتز)، أو الحوت الزعنفي (20 هرتز)، وقد تم اكتشاف ذلك بشكل منتظم في مواقع كثيرة منذ ثمانينات القرن العشرين. ويبدو أنه فرد الوحيد الذي يصدر نداء حوت بهذا الترد، وقد وُصِف بأنه«الحوت الأكثر وحدة في العالم»، على الرغم من أن التسجيلات المحتملة لحوت ثانٍ يبلغ 52 هرتزاً، سمع في مكان أخر في نفس الوقت، تم العثور عليها بشكل متقطع منذ عام 2010.

## الخصائص
التوقيع الصوتي هو توقيع الحوت، وإن كان بتردد فريد. عند 52 هرتز، يكون أعلى قليلاً من أدنى نغمة على صوت جهير مزدوج. لا تشبه أنماط الاستدعاء الحيتان الزرقاء أو الزعانف، فهي أعلى في التردد وأقصر وأكثر تواترًا. تنطق الحيتان الزرقاء عادةً بتردد 10-39 هرتز ، حيتان الزعانف بسرعة 20 هرتز. [ نداءات 52 هرتز لهذا الحوت متغيرة بشكل كبير في نمط التكرار، والمدة، والتسلسل، على الرغم من أنه يمكن التعرف عليها بسهولة بسبب تواترها وتجمعها المميز. تعمقت المكالمات قليلاً إلى حوالي 50 هرتز منذ عام 1992، مما يشير إلى أن الحوت قد نما أو نضج.
مسار الهجرة للحوت 52 هيرتز لا علاقة له بوجود أو حركة أنواع الحيتان الأخرى. كانت حركاتها مشابهة إلى حد ما لحركات الحيتان الزرقاء، لكن توقيتها كان أقرب إلى توقيت الحيتان الزعنفية. يتم اكتشافه في المحيط الهادئ كل عام بدءًا من أغسطس إلى ديسمبر، وينتقل خارج نطاق الهيدروفونات في الفترة من يناير إلى فبراير. يسافر شمالاً حتى جزر ألوتيان وكودياك، وجنوباً حتى ساحل كاليفورنيا، حيث يسبح ما بين 30 و 70 كم كل يوم. تراوحت المسافة المسجلة التي قطعتها في كل موسم من 708 كيلومترات إلى 11062 كيلومترًا في 2002-2003.
لم يتمكن العلماء في معهد وودز هول لعلوم المحيطات من تحديد نوع الحوت. يتكهنون أنه يمكن أن يكون مشوهًا أو هجينًا من نوع الحوت الأزرق. غالبًا ما يتم الاتصال بفريق البحث من قبل الصم الذين يتساءلون عما إذا كان الحوت مصابًا بالصمم. أياً كان السبب البيولوجي الذي يكمن وراءه، فإن صوته عالي التردد بشكل غير عادي لا يبدو أنه يضر ببقائه. تشير حقيقة أن الحوت قد نجا ونضج على ما يبدو إلى أنه ربما كان يتمتع بصحة جيدة. ومع ذلك، فإن المكالمة هي الوحيدة من نوعها التي يتم اكتشافها في أي مكان وهناك مصدر واحد فقط في كل موسم. لهذا السبب، أطلق على هذا الحيوان اسم الحوت الأكثر وحدة في العالم.

## تاريخ
اكتشف فريق من معهد وودز هول لعلوم المحيطات الحوت 52 هيرتز. تم اكتشاف دعوته لأول مرة في عام 1989، من قبل البحرية الأمريكية أثناء بداية الحرب الباردة حيث قامت بعمل كل شيء ممكن لتتقدم على الروس بخطوة. اذ قرروا الاستماع لأصوات الغواصات الروسية تحت الماء وذلك من خلال تطوير مجموعة سرية من الميكروفونات تحت الماء لتمكنهم من سماع كل أصوات المحيط. كان يسمى نظام مراقبة الصوت SOSUS .
أثناء تلك المحاولات سمع الجيش البحري أصوات ضوضاء غير معتادة في الخلفية، ظنوا حينها أنها أصوات «وحش ايزابل».
اكتشف العالم ويليام واتكينز بعد العديد من الدراسات أن الصوت صادر من حوت فريد من نوعه ومن الممكن يكون تابع لفصيلة حيتان جديدة، حيث افترض واتكينز مع علماء آخرين أن الحوت 52 هو حوت هجين (مزيج بين الحوت الأزرق وحوت الزعنفة) وتم تأكيد ذلك بالفعل عام 2004 حيث ذهب مجموعة من الباحثين والعلماء إلى (سان ميغيل) ووجدوا مجموعة كبيرة من حيتان زرقاء وزعنفة، كان بينهم حوت يشبه الاثنين. فقاموا بأخذ عينة من جلد الحوت لعمل تحليل جيني وتبين لهم أنه (حوت هجين بين حوت أزرق وزعنفة) ومن الممكن أن يكون ذلك الحوت هو حوت 52. وصرح أحد الباحثين أن الحيتان الأخرى يمكنها أن تسمع تردد 52 هرتز لكنها لا تستطيع أن تفهمها، وهذا سبب عدم استجابة بقية الحيتان لحوت 52. تم سماع الصوت مرة أخرى في عامي 1990 و 1991. في عام 1992، بعد نهاية الحرب الباردة، رفعت البحرية الأمريكية السرية جزئيًا عن التسجيلات والمواصفات الفنية لمصفوفات المياه المضادة للغواصات SOSUS، وجعلت SOSUS متاحة لأبحاث المحيطات. اعتبارًا من عام 2014، تم اكتشاف الحوت كل عام منذ ذلك الحين.
استمر واتكينز وفريقه من العلماء بدراسة الحوت لأكثر من عقد كامل، كما أن واتكينز قام بنشر دراسة حول قدرة أنظمة الصوت تحت الماء على تتبع الحيتان الفردية، وانتشرت القصة بين الجمهور مما أثار التعاطف العام.

## فيلم وثائقي «الحوت الأكثر وحدة»
تم إصدار فيلم  وثائقي «الحوت الأكثر وحدة في العالم» البحث عن 52، من إنتاج جوشوا زيمان. أراد جوشوا الذهاب إلى رحلة استكشافية للبحث عن الحوت 52 بالتعاون مع علماء وخبراء عدة، في البداية كانت هناك شكوك من الباحثين والعلماء عن امكانية وجود الحوت إلى يومنا هذا، حيث مر العديد من السنوات منذ آخر مرة سمع أحدهم صوته، فمن الممكن أن يكون قد مات.
كانت الطريقة الوحيدة للتأكد من أنه حي، من خلال سماع أغنيته أو تردده. وبالفعل استطاع أحد المتدربين العثور على الحوت من خلال دراسة تسجيلاته بدقة كاملة. وتبين أنه موجود بالقرب من الشاطئ قبالة الساحل الغربي للولايات المتحدة، لكن مع الأسف كانت الضوضاء الصادرة من السفن التجارية تعيق امكانية سماع صوت الحوت 52 وذلك كان يقلق العلماء بشدة.

كما أن السفن التجارية تؤثر بشكل سلبي على الحيتان من عدة نواحي. بالبداية تؤثر على امكانية تواصل الحيتان مع بعضها البعض بسبب الضوضاء الكبيرة التي تصدر منها، مما يؤدي إلى شعور الحيتان بالوحدة بالرغم من وجودهم في مجموعات، كما أنها تتسبب بوفاة العديد من الحيتان، حيث أنهم لا يستطيعون تغيير مسارهم عند رؤية السفن أو تجاوزها لأنهم لا يعلمون كيفية التصرف تجاه السفن من الأساس. كانت مدة مسار رحلة الاستكشاف سبعة أيام فقط، لم يستطيعوا العثور فيها على حوت 52، لكنهم توصلوا إلى تحليل معلومات من أماكن أخرى.من خلال المكالمات التي تم التقاطها بواسطة جهاز استشعار في عام 2010. وجدوا أغنية الحوت 52 هيرتز من لوس انجلوس، وفي الوقت نفسه وجدوا في سان دييغو صورة مماثلة لعدة دقائق من المعلومات هذا يعني أنه تم سماع صوت «حوت واتكينز» كما أسماه العلماء في مكانين يفصل بينهما 140 كيلومترًا، «تسلسلين مختلفين» في نفس الوقت. وهذا يؤكد وجود على اثنان على الأقل من حوت هرتز 52 وليس واحد فقط.